# HE 0107-5240
HE 0107-5240 ist ein von der Erde etwa 36.000 Lichtjahre entfernter Stern im südlichen Teil des Sternbildes Phönix. Wegen seiner großen Entfernung zur Erde leuchtet der Stern ungefähr 10.000 Mal schwächer als die Sterne, die gerade noch mit bloßem Auge am Nachthimmel erkennbar sind. Sein Alter wird auf 12 bis 15 Milliarden Jahre geschätzt, er gilt damit als ein Stern der zweiten Generation – er soll ca. 1 Milliarde Jahre nach dem Urknall entstanden sein.
HE 0107-5240 galt bis zur Entdeckung von HE 1327-2326 im März 2005 als der metallärmste Stern (ein etwa 200.000 Mal geringerer Anteil an Metallen als unsere Sonne, [Fe/H] = −5,3 dex).